# Kerkmolen
De Kerkmolen is een grondzeiler aan de Molenhoek in Molenaarsgraaf, in de Nederlandse gemeente Molenlanden. De molen is in 1844 gebouwd ter bemaling van de polder Giessen-Oudebenedenkerk en Molenaarsgraaf. Hij verving een wipmolen, die een jaar eerder afbrandde.
De Kerkmolen is sinds 1987 eigendom van de SIMAV. De molen is maalvaardig en bemaalt op vrijwillige basis de polder Giessen-Oudebenedenkerk en Molenaarsgraaf.